# Spinanomala unispinosa
Spinanomala unispinosa is een keversoort uit de familie bladsprietkevers (Scarabaeidae). De wetenschappelijke naam van de soort is voor het eerst geldig gepubliceerd in 1910 door Ohaus.